# Cephaloleia convexifrons
Cephaloleia convexifrons es un coleóptero de la familia Chrysomelidae.
Fue descrita científicamente en 1923 por Pic.